# Villafranca del Campo
Villafranca del Campo község Spanyolországban, Teruel tartományban. Villafranca del Campo Monreal del Campo, Bueña, Singra, Alba, Peracense, Villar del Salz és Ojos Negros községekkel határos. Lakosainak száma 296 fő (2024).

## Népesség
A település népessége az utóbbi években az alábbiak szerint változott:
| Lakosok száma | 380  | 368  | 360  | 361  | 323  | 314  | 289  | 298  | 301  | 296  |
|               | 2001 | 2004 | 2007 | 2009 | 2012 | 2014 | 2017 | 2019 | 2022 | 2024 |